# Takasa
«Takasa», також відомий як «Heilsarmee» — швейцарський музичний гурт, який представлятиме з піснею «You and Me» Швейцарію на пісенному конкурсі Євробачення 2013 у Мальме. Гурт складається з шести солдатів армії спасіння.
Гурт був створений під назвою «Heilsarmee», але 14 березня 2013 року назву було змінено на «Takasa», у зв'язку з правилом, що забороняє політичний і релігійний зміст назви гуртів.